# سيلاس إم. ستيلويل
سيلاس إم. ستيلويل هو محامي وسياسي أمريكي، ولد في 6 يونيو 1800 في نيويورك في الولايات المتحدة، وتوفي في 16 مايو 1881 في مانهاتن في الولايات المتحدة. انتخب عضو جمعية ولاية نيويورك ‏ وانتخب عضو مجلس نواب تينيسي ‏.